# Carcharias taurus
Carcharias taurus là một loài cá sống ở vùng nước ven biển trên toàn thế giới. Nó sống gần với bờ biển và những bãi biển đầy cát trắng của Bắc Mỹ, do đó tên trong tiếng Anh là cá mập hổ cát. Nó cũng ở trong vùng biển của Nhật Bản, Úc và Nam Phi. Mặc dù khả năng bơi lội và bề ngoài đáng sợ của nó, nó là một con cá mập khá điềm tĩnh và di chuyển chậm. Loài này có đầu nhọn, và một cơ thể đồ sộ. Chiều dài con hổ cát có thể đạt 3,0-3,4 m (9,8-11,2 ft). Chúng có màu xám với những đốm màu nâu đỏ trên lưng. Con hổ cát thích săn gần bờ, và người ta đã quan sát nhóm cá mập này săn bầy cá lớn. Chế độ ăn uống của chúng bao gồm các loài cá có xương, động vật giáp xác, mực, và cá đuối. Trong thời kỳ sinh sản, những con cái luôn giao phối với nhiều con đực. Thời gian mang thai kéo dài gần một năm. Chúng thường đẻ hai con sau mỗi lần mang thai.
Phôi thai trong tử cung trong nhiều giai đoạn khác nhau của quá trình phát triển. Họ nhận thấy ban đầu số lượng phôi thai trong bụng cá mập lên tới 12. Chúng là sản phẩm của nhiều cá đực. Song số lượng phôi giảm dần theo thời gian do phôi lớn nhất nuốt chửng những phôi còn lại. Ở thời điểm cuối cùng của thai kỳ, chỉ còn hai phôi thai tồn tại trong dạ con, bao gồm phôi lớn nhất và một phôi khác. Điều đáng chú ý là hai phôi đó thường có DNA giống nhau, nghĩa là chúng có nguồn gốc từ một cá bố.

## Hình ảnh

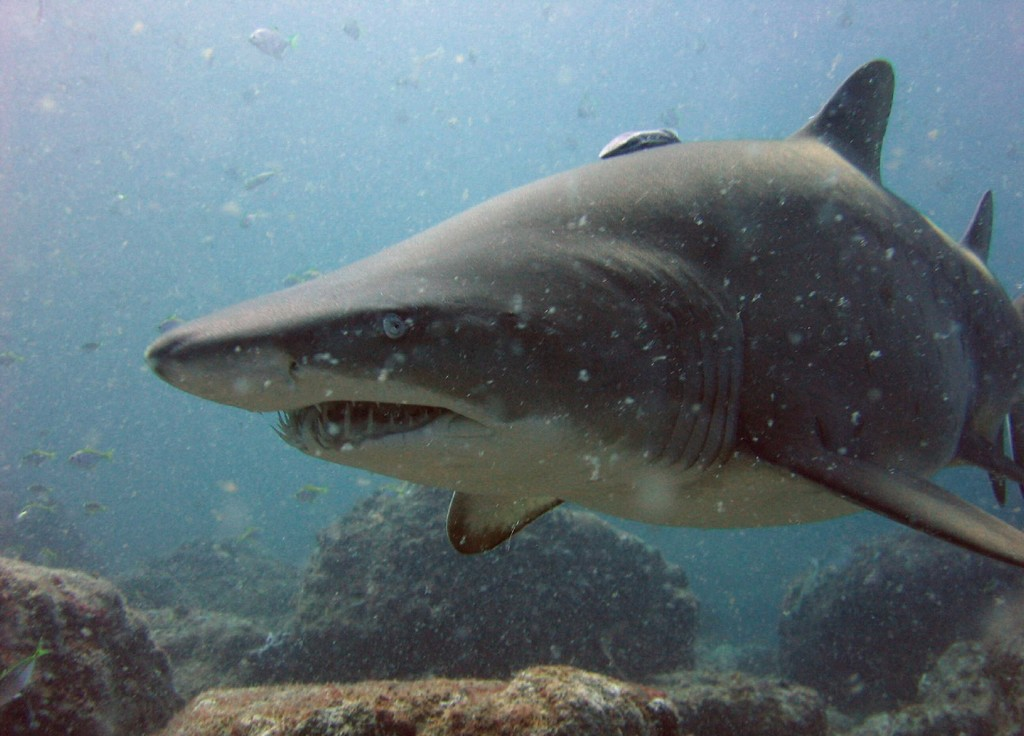
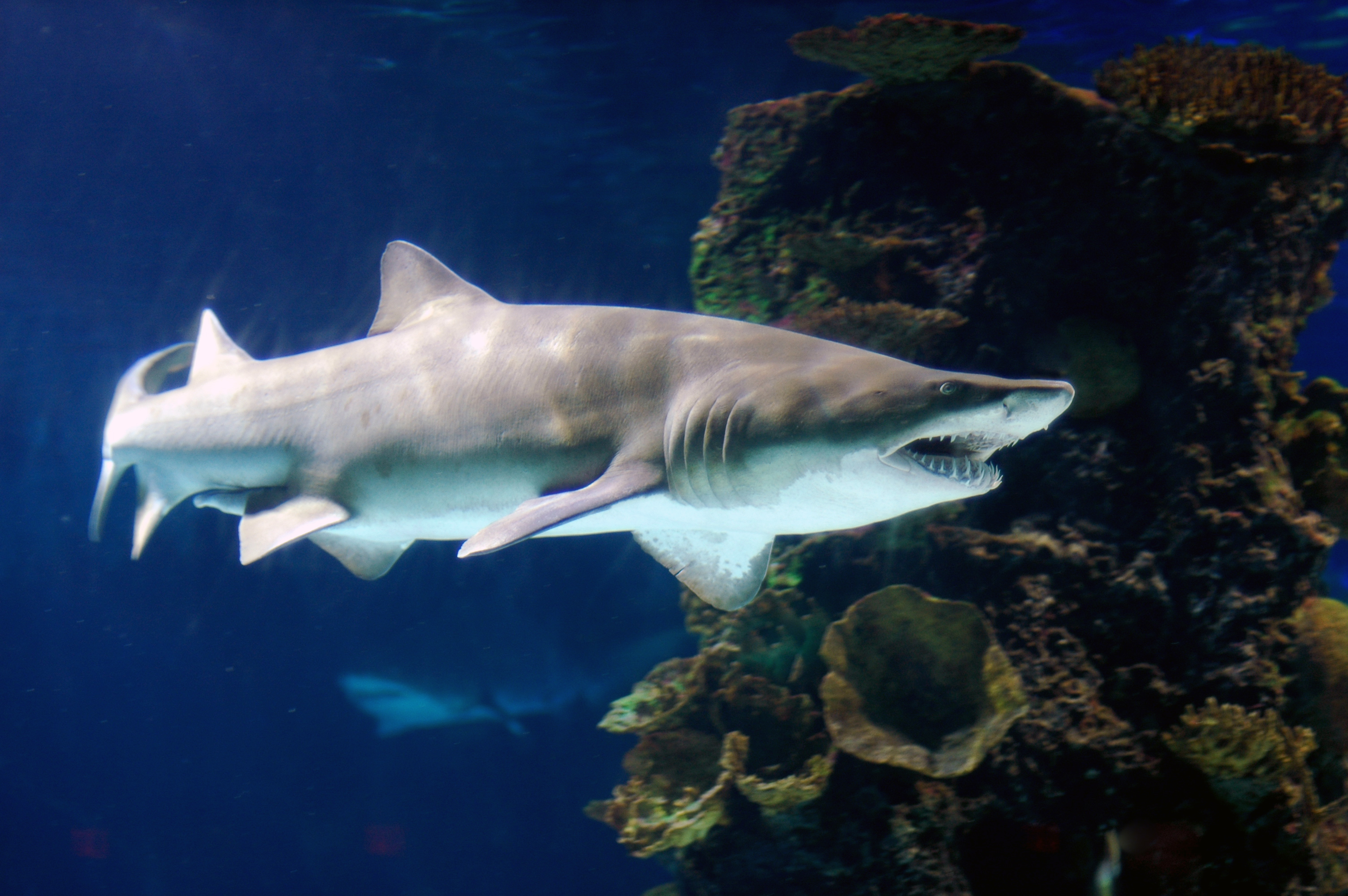
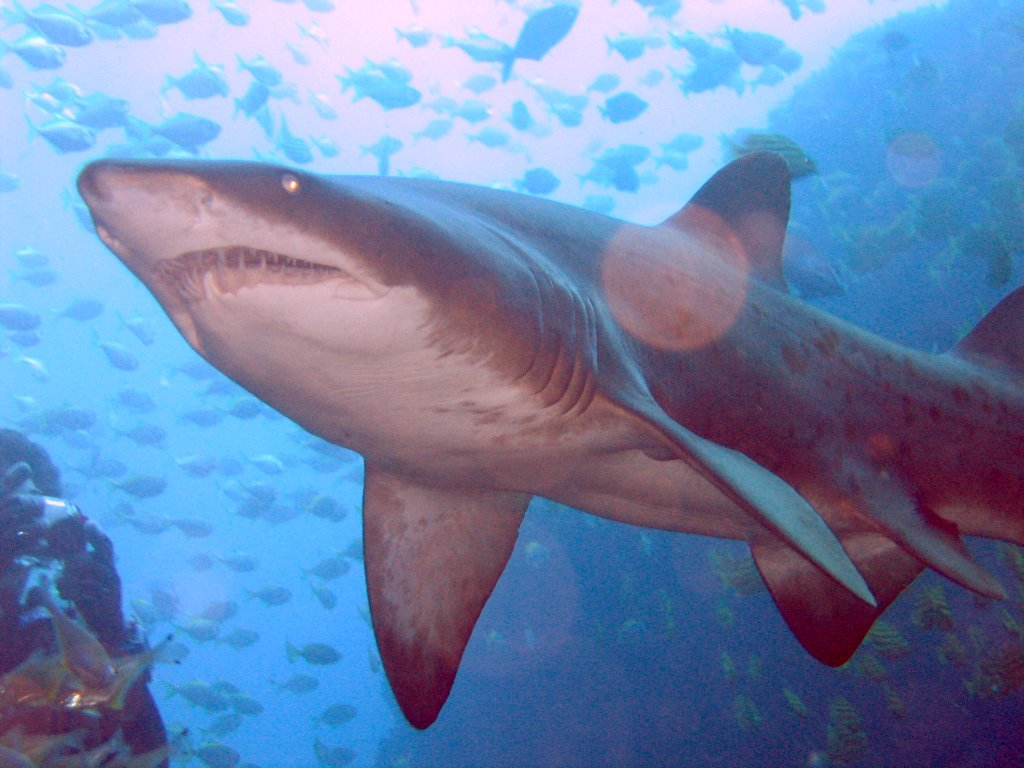
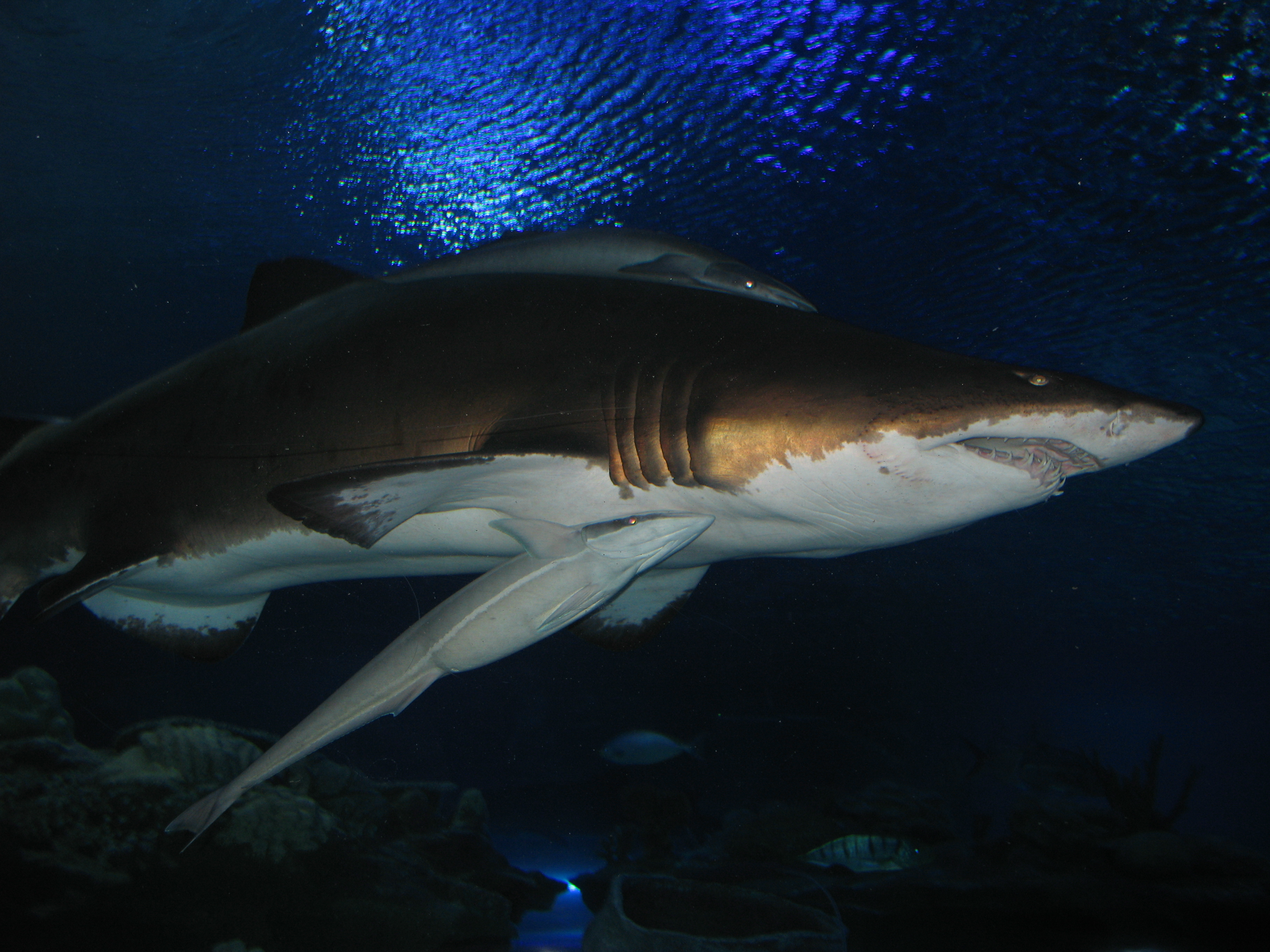